# 고베역 (효고현)
고베역(일본어: 神戸駅)은 일본 효고현 고베시 주오구에 있는 철도역이다.

## 역 구조
단식 승강장 1개, 섬식 승강장 2개 총 3면 5선의 고가역으로, 개찰구는 개찰구는 중앙구와 비에라 고베구(ビエラ神戸口)에 하나씩 총 2개소가 있다.
아카시 방향의 하행 내측선과 상행 내측선의 사이 및 5번 선 남쪽으로 인상선(6번 선)이 있다.
| 1 | ■JR 고베 선（상행 외측 대피선） | ■쾌속（평일 아침） ※신쾌속 대피에 사용  | 산노미야·아마가사키·오사카 방면           |
| 2 | ■JR 고베 선（상행 외측 본선）   | ■쾌속 (일부) · ■신쾌속 ■특급 ‘하마카제’ | 산노미야·아마가사키·오사카 방면           |
| 3 | ■JR 고베 선（상행 외측선）      | ■보통 · ■쾌속                           | 산노미야·아마가사키·오사카 방면           |
| 4 | ■JR 고베 선（하행 외측선）      | ■보통 · ■쾌속                           | 니시아카시·가코가와·히메지 방면           |
| 5 | ■JR 고베 선 (하행 외측선)       | ■쾌속 (일부) · ■신쾌속                  | 니시아카시·가코가와·히메지 방면           |
| 5 | ■JR 고베 선 (하행 외측선)       | ■특급 ‘하마카제’                        | 기노사키 온천·가스미·하마사카·돗토리 방면 |

각 역 정차 차량은 모두 중앙의 3·4번 선(승강장), 신쾌속·특급(및 당역을 통과하는 화물열차)은 모두 외측의 2·5번 선(승강장)을 사용한다.
쾌속은 기본적으로 3·4번 선(승강장)을 사용하지만, 상행 쾌속 중 외측선을 주행하는 평일 아침 7~8시 대의 신쾌속을 피하는 열차는 1번선(승강장), 평일 아침 8시대 후반 및 휴일 아침 7~8시 대의 일부 열차는 2번 선(승강장)을 사용한다.
또, 하행 쾌속 중 평일 아침 8시 대에 외측선 - 전철선을 운전하는 열차와 저녁 17~18시 대에 외측선 - 열차선을 운전하는 열차(후자는 스마 · 다루미 · 마이코는 통과)는 5번 선(승강장)을 사용한다.
휴일에 열차의 발착이 없는 1번 선(승강장)으로 신형 차량의 전시회를 열기도 하며, 또, 1번 선의 출입구는 열차 운행이 없는 시간대는 폐쇄한다.

### 장애물 제거
출입구는 모든 출입구에서 턱 없이 들어갈 수 있다. 개찰구와 승강장 사이 엘리베이터·에스컬레이터는, 2 - 5 번 선(승강장)에 설치되어 있으나, 거의 열차의 발착이 없는 1번 선(승강장)에는 설치되어 있지 않다.

## 역 주변
고베 역은 지도 상에서는 거의 남북으로 정면으로 맞서 있어 역을 사이에 두어 동쪽, 서쪽이라고 하는 편이 정확하기는 하지만, 많은 고베 시민은 역을 사이에 두어 하마테(浜手), 야마테(山手)라는 표현으로 방향을 나타내, 선로는 시내를 동서로 길게 달리고 있기 때문에 하마테=남쪽, 야마테=북쪽이라는 인식이 있다.
역 주변 동쪽 일대는, 고베 시내의 두드러진 번화가이다. 현재 역의 바닷가 쪽에는 대규모 상업 시설이 줄지어 있지만 원래 이 지구에는 구 국철 미나토카와(湊川) 역이 있었다. 화물선이 폐지된 후, 철거지에는 산노미야(三宮), 모토마치(元町) 지역이 상호 발전할 수 있는 고베 하버랜드가 건설되었다.

## 역사
- 1874년 5월 11일 - 관립 철도의 역으로서 개업. 신바시 ~ 요코하마간의 철도 개통에 이어 2번째 철도의 오사카 - 고베간 노선의 종착역으로 벽돌을 쌓아 만들었다.
- 1889년 7월 1일 - 도카이도 본선 신바시 ~ 고베 사이 전 노선 개통, 2대 역사를 세운다. 그리고 고베 철도국(이후 오사카 철도 관리국)이 세워졌다.
  - 9월 1일 - 산요 철도 노선연장.
- 1906년 12월 1일 - 산요 철도가 국유화되어 국유 철도만의 역이 된다.
- 1928년 12월 1일 - 도카이도 본선 화물 지선의 미나토가와 역에 화물 취급 업무를 이관하고 역에서 화물 취급 폐지.
- 1930년 7월 - 역 고가화에 앞서 현재(3대)의 역사로 개축. 근대적 설비를 갖추고 귀빈실 등도 갖춘 호화로운 역이 되었다.
- 1931년 10월 10일 - 고가역화.
- 1985년 3월 14일 - 미나토가와 역 폐지. 철거지는 재개발되어 고베 하버랜드가 되었다.
- 1987년 4월 1일 - 국철 분할 민영화에 의해 서일본 여객철도의 역이 된다.